# Harold J. Stone
Harold J. Stone, eigentlich Harold Jacob Hochstein, (* 13. März 1913 in New York City, New York; † 18. November 2005 in Los Angeles, Kalifornien) war ein US-amerikanischer Schauspieler.

## Leben
Stone stammt aus einer jüdischen Schauspielerfamilie. Mit sechs Jahren hatte er, an der Seite seines Vaters Jacob Hochstein (1877–1931), sein schauspielerisches Debüt am Theater. Als junger Erwachsener begann er ein Medizinstudium an der University at Buffalo, brach dieses aber ab, um als Schauspieler seine verwitwete Mutter finanziell unterstützen zu können. Zwischen 1932 und 1972 wirkte er an über einem Dutzend Produktionen am Broadway mit, zunächst als Schauspieler, später auch als Regisseur.
Nach vielen Jahren als Theaterschauspieler begann er Ende der 1940er-Jahre zunehmend an Film- und Fernsehproduktionen mitzuarbeiten. Stone spielte in seiner über 40-jährigen Filmkarriere an der Seite diverser Stars in Spielfilmen wie Spartacus, Ein Froschmann an der Angel und Die größte Geschichte aller Zeiten. Unter Regie von Alfred Hitchcock spielte er 1956 neben Henry Fonda einen Polizeiinspektor in Der falsche Mann, später trat Stone noch in fünf Folgen von Hitchcocks Fernsehserien Alfred Hitchcock präsentiert bzw. Alfred Hitchcock zeigt auf. Für seine Darstellung eines Ehemannes und Familienvaters, dessen Frau (gespielt von Shelley Winters) ihn betrügt, in George Cukors Der Chapman-Report erhielt er 1963 eine Golden-Globe-Nominierung. 1969 unternahm er für Die Olsenbande in der Klemme einen Ausflug zum dänischen Film.
Insbesondere in der späteren Phase seiner Karriere machen aber Fernsehserien einen großen Teil seiner Credits aus. Für einen Gastauftritt in der Krankenhausserie The Nurses wurde er 1964 für den Emmy Award nominiert. Er hatte unter anderem Gastauftritte in den Serien Bonanza, Simon & Simon, Drei Engel für Charlie, Trapper John, M.D., Kojak – Einsatz in Manhattan, Detektiv Rockford – Anruf genügt sowie gleich drei Gastauftritte in der Serie Ein Käfig voller Helden. Eine seltene-Fernsehhauptrolle hatte er von 1972 bis 1973 als jüdischer Familienpatriarch in der Sitcom Bridget Loves Bernie. Stone wirkte als Schauspieler vor der Kamera bis 1986 in mehr als 180 Film-und-Fernsehproduktionen mit.
Harold Stone war zweimal verheiratet und hatte zwei Söhne und eine Tochter. Er starb am 18. November 2005 im Alter von 92 Jahren in seinem langjährigen Wohnort Los Angeles. Seine Grabstätte befindet sich dort in dem Mount Sinai Memorial Park.

## Filmografie (Auswahl)
- 1948, 1956: Kraft Television Theatre (Fernsehserie, 2 Folgen)
- 1949: Ring frei für Stoker Thompson (The Set-Up)
- 1949–1955: The Goldbergs (Fernsehserie, unbekannte Folgenzahl)
- 1956: Schmutziger Lorbeer (The Harder They Fall)
- 1956: Die Hölle ist in mir (Somebody Up There Likes Me)
- 1956: Zurück aus der Ewigkeit (Back from Eternity)
- 1956: Der falsche Mann (The Wrong Man)
- 1957: Tödlicher Skandal (Slander)
- 1957: Überall lauert der Tod (Man Afraid)
- 1957: Ums nackte Leben (The Garment Jungle)
- 1957: Der Henker nimmt Maß (House of Numbers)
- 1957: SOS Raumschiff (The Invisible Boy)
- 1957–1961: Have Gun – Will Travel (Fernsehserie, 3 Folgen)
- 1957–1961: Alfred Hitchcock präsentiert (Alfred Hitchcock Presents, Fernsehserie, 3 Folgen)
- 1957–1965: Rauchende Colts (Gunsmoke, Fernsehserie, 7 Folgen)
- 1958, 1962: Cheyenne (Fernsehserie, 2 Folgen)
- 1958–1963: Westlich von Santa Fé (The Rifleman, Fernsehserie, 3 Folgen)
- 1958, 1963: 77 Sunset Strip (Fernsehserie, 2 Folgen)
- 1959: Gnadenlose Stadt (Naked City, Fernsehserie, Folge 1x37)
- 1960: Gold in Alaska (The Alaskans, Fernsehserie, Folge 1x17)
- 1960: Spartacus
- 1960: Am Fuß der blauen Berge (Laramie, Fernsehserie, Folge 2x07)
- 1960, 1963: Tausend Meilen Staub (Rawhide, Fernsehserie, 2 Folgen)
- 1960–1963: Die Unbestechlichen (The Untouchables, Fernsehserie, 6 Folgen)
- 1961: Peter Gunn (Fernsehserie, Folge 3x29)
- 1961: Route 66 (Fernsehserie, 2 Folgen)
- 1961: Twilight Zone (The Twilight Zone, Fernsehserie, Folge 3x02 Ankunft aus dem Jenseits)
- 1962: Kein Fall für FBI (The Detectives, Fernsehserie, 2 Folgen)
- 1962: Der Chapman-Report (The Chapman Report)
- 1962, 1963: Preston & Preston (The Defenders, Fernsehserie, 2 Folgen)
- 1962, 1964: Alfred Hitchcock zeigt (The Alfred Hitchcock Hour, Fernsehserie, 2 Folgen)
- 1963: Der eiserne Kragen (Showdown)
- 1963: Der Mann mit den Röntgenaugen (X: The Man with the X-ray Eyes)
- 1964: Bonanza (Fernsehserie, Folge 6x02 100 000 Dollar Lösegeld)
- 1964: Daniel Boone (Fernsehserie, Folge 1x04)
- 1965: Die größte Geschichte aller Zeiten (The Greatest Story Ever Told)
- 1965: Kurven-Lilly (Girl Happy)
- 1965: Gilligans Insel (Gilligan’s Island, Fernsehserie, Folge 1x34)
- 1965–1970: Die Leute von der Shiloh Ranch (The Virginian, Fernsehserie, 5 Folgen)
- 1966: Big Valley (The Big Valley, Fernsehserie, Folge 1x19)
- 1966: Mini-Max (Get Smart, Fernsehserie, 2 Folgen)
- 1967: Immer wenn er Pillen nahm (Mr. Terrific, Fernsehserie, Folge 1x01)
- 1967: Solo für O.N.C.E.L. (The Man from U.N.C.L.E., Fernsehserie, Folge 3x21)
- 1967: Chicago-Massaker (The St. Valentine’s Day Massacre)
- 1967: Ein Froschmann an der Angel (The Big Mouth)
- 1967: Tennisschläger und Kanonen (I Spy, Fernsehserie, 3 Folgen)
- 1968: Hawaii Fünf-Null (Hawaii Five-O, Fernsehserie, Folge 1x03 Das zweite Tonband)
- 1968: Mannix (Fernsehserie, Folge 2x03 Gefahr für Kelly Green)
- 1968–1971: Ein Käfig voller Helden (Hogan’s Heroes, Fernsehserie, 3 Folgen)
- 1968–1974: Der Chef (Ironside, Fernsehserie, 3 Folgen)
- 1969: Ihr Auftritt, Al Mundy (It Takes a Thief, Fernsehserie, Folge 2x22)
- 1969: Die Olsenbande in der Klemme (Olsen-banden på spanden)
- 1969–1970: Das ist meine Welt (My World and Welcome to It, Fernsehserie, 14 Folgen)
- 1969, 1970: The Name of the Game (Fernsehserie, 2 Folgen)
- 1970: Wo, bitte, geht’s zur Front? (Which Way to the Front?)
- 1971: Kobra, übernehmen Sie (Mission: Impossible, Fernsehserie, Folge 6x01)
- 1972–1973: Bridget und Bernie (Bridget Loves Bernie, Fernsehserie, 24 Folgen)
- 1973, 1974: Hec Ramsey (Fernsehserie, 2 Folgen)
- 1974: Toma (Fernsehserie, Folge 1x15)
- 1974: Detektiv Rockford – Anruf genügt (The Rockford Files, Fernsehserie, Folge 1x03)
- 1974: The Photographer
- 1974: California Cops – Neu im Einsatz (The Rookies, Fernsehserie, Folge 3x14)
- 1975: Mitchell
- 1975: Harry O (Fernsehserie, Folge 2x01)
- 1975: Make-up und Pistolen (Police Woman, Fernsehserie, Folge 2x04)
- 1976: Kojak – Einsatz in Manhattan (Kojak, Fernsehserie, Folge 3x19)
- 1977, 1981: Drei Engel für Charlie (Charlie’s Angels, Fernsehserie, 2 Folgen)
- 1978–1980: Barney Miller (Fernsehserie, 3 Folgen)
- 1979: Herzbube mit zwei Damen (Three’s Company, Fernsehserie, Folge 4x10)
- 1979, 1980: Vegas (Vega$, Fernsehserie, 2 Folgen)
- 1980: Alles in Handarbeit (Hardly Working)
- 1981: Trapper John, M.D. (Fernsehserie, Folge 2x06)
- 1982: Lou Grant (Fernsehserie, Folge 5x18)
- 1984: Simon & Simon (Fernsehserie, Folge 3x21)
- 1986: Ein Engel auf Erden (Highway to Heaven, Fernsehserie, Folge 2x14)

## Auszeichnungen
- 1963: Nominierung für den Golden Globe Award in der Kategorie Bester Nebendarsteller für Der Chapman-Report
- 1964: Nominierung für den Emmy Award in der Kategorie Outstanding Single Performance by an Actor in a Leading Role für The Nurses